# マンノース-1-リン酸
マンノース-1-リン酸（英語: mannose 1-phosphate）は、グリコシル化に関与する化合物の1つ。